# Nestor de Tière
Nestor de Tière (Eine, 6 augustus 1856 - Brussel, 28 september 1920) was een Vlaams auteur van Nederlandstalig letterkundig werk, vooral toneelstukken.
De Tière was op het eind van de 19de eeuw in Vlaanderen een zeer succesvol en veel gespeeld toneelschrijver. Hoewel van romantische inslag brak hij met de gezwollen stijl van het melodrama onder invloed van het realisme van de Franse auteur Alexandre Dumas junior. Gedeeltelijk slaagde de Tière in zijn poging de Vlaamse theaterliteratuur grondig te vernieuwen met naturalistisch uitgewerkte onderwerpen die dichter aansloten bij het alledaagse leven. Hierbij schuwde hij het platvoerse en Bargoense niet.
Zijn toneelstuk 'Wilde Lea' kwam opnieuw in de aandacht begin jaren negentig van de 20e eeuw door de bewerking door de Blauwe Maandag Compagnie - nu Het Toneelhuis - in een regie van Luk Perceval en met onder meer Els Dottermans en Lucas Van den Eynde. In september 2009 voert het RO Theater in Rotterdam zijn toneelstuk Honger op, in de regie van de jonge regisseur Sarah Moeremans. Er wordt gespeeld door o.a. Gijs Naber en Hannah van Lunteren.

## Werk
- Liederen ter begeleiding der gymnastische oefeningen in jongens- en meisjesscholen, volgens de methode Docx, 1ste reeks (1880)
- Roosje van den veldwachter (drama in drie bedrijven, 1880)
- De Holleblokken, (toneelspel in een bedrijf, 1881)
- Vorstenplicht (toneelspel in een bedrijf, 1881)
- Zieleketens (toneelspel in een bedrijf, 1881)
- Raymond van Alten (drama in drie bedrijven, 1883)
- Bloemeken (drama in drie bedrijven, 1884)
- Het rouwkleed (dramatisch schouwspel in een bedrijf, 1885)
- Elsa (komedie in vier bedrijven, 1886)
- Het Vondelingsken (komedie in een bedrijf, 1886)
- Bonpapa (blijspel in drie bedrijven, 1886)
- Hermina (drama in vijf bedrijven, 1889)
- Moederhert (1890)
- Seva Rutsaert (1890)
- Gedichten (1891)
- Een spiegel (1891)
- Belsama (1892)
- Liefdedrift (1892)
- Roze Kate (1893)
- Wilde Lea (1894)
- Eene misdadige (1896)
- Herbergprinses (libretto, 1896)
- Moederhart (drama in vier bedrijven, 1889)
- De bruid der zee (libretto, 1901)
- Honger (1901)
- De kapel (1903)
- Baldie (1908)
- Het allerlaagste (1919)
- 't Was op eersten januari (1920)